# James Reid (homme politique canadien)
Pour les articles homonymes, voir James Reid et Reid.
Joshua Spencer Thompson (2 août 1839-3 mai 1904) est un homme politique canadien en Colombie-Britannique. Il est député fédéral libéral-conservateur de la circonscription britanno-colombienne de Cariboo à partir d'une élection partielle en 1881 à 1888.

## Biographie
Né à Wakefield dans le Bas-Canada, Reid étudie à Hull et à Ottawa. Il s'établit en Colombie-Britannique dans la région de Cariboo avec un cousin en 1862. Mineur prospère, il érige sa propre entreprise à Quesnellemouth. Son entreprise incluait une scierie, un moulin à farine, des opérations minières, la construction de bateaux et un magasin général. Reid fait l'acquisition du Charlotte (en), un bateau à aubes qui devient le principal navire de ravitaillement dans la région.
Élu lors d'une élection partielle visant à remplacer le député Joshua Spencer Thompson qui est mort en fonction, Reid est réélu en 1882 et en 1887. 
En 1888, le premier ministre John A. Macdonald le nomme au Sénat du Canada. Il demeure sénateur jusqu'à son décès à Vancouver en 1904.